# R691i
R691i GEOFREE（アール ろく きゅう いち アイ ジオフリー）は、日本無線製のNTTドコモの第二世代携帯電話(mova)端末である。

## 概要
NTTドコモでは初の防水携帯電話。防水対応という当時は非常に特殊な端末なので、通常の20Xシリーズではなく、69Xシリーズとなっている。iモードにも対応している。iアプリやiアニメには非対応。着信メロディは3和音。
タフに見えるデザインとツートンカラーが特徴的な端末である。

## 歴史
- 2000年10月5日　 電気通信端末機器審査協会による技術基準適合認定の設計認証（設計認証番号A00-1020JP、J00-0279）
- 2000年10月6日　 テレコムエンジニアリングセンター(TELEC)による技術基準適合証明（技術基準適合証明番号WZA0067604～0067753）
- 2000年10月24日　TELECによる技術基準適合証明の工事設計認証（工事設計認証番号WZA0024）
- 2001年2月19日　 ドコモから発表。
- 2001年2月23日　 発売開始。
- 2012年3月31日　 movaサービス終了によりこの日限りで使用不可となる。